# Wings of Danger
Pour plus de détails, voir Fiche technique et Distribution.
Wings of Danger est un film britannique réalisé par Terence Fisher, sorti en 1952.

## Synopsis
À Spencer Airlines, le pilote Richard « Van » Vaness essaie d'empêcher son ami Nick Talbot de décoller alors qu'une tempête s'annonce. Lorsque Nick le menace d'informer leur patron Boyd Spencer qu'il souffre parfois d'évanouissements à la suite d'une vieille blessure de guerre, Van renonce, mais il ne peut dormir car il s'inquiète pour son ami. Le lendemain matin, des morceaux de l'avion sont retrouvés sur la plage et Nick est porté disparu. Van rend visite à Spencer et est surpris par le peu de réaction du vieil homme.
En fait Van va découvrir que son ami était impliqué dans une affaire de marché noir. 

## Fiche technique
- Titre original : Wings of Danger
- Réalisation : Terence Fisher
- Scénario : John Gilling, d'après le roman Dead on Course de Trevor Dudley-Smith et Packham Webb
- Direction artistique : Andrew Mazzei
- Costumes : Ellen Trussler
- Photographie : Walter J. Harvey
- Son : William Salter
- Montage : James Needs
- Musique : Malcolm Arnold
- Production : Anthony Hinds
- Société de production : Hammer Film Productions, Lippert Films
- Société de distribution : Exclusive Films
- Pays de production :  Royaume-Uni
- Langue originale : anglais
- Format : Noir et blanc  — 35 mm — 1,37:1 — son mono
- Genre : Film policier
- Durée : 73 minutes
- Dates de sortie : 
  - États-Unis : 1er avril 1952
  - Royaume-Uni : 26 mai 1952

## Distribution
- Zachary Scott : Richard « Van » Vaness
- Robert Beatty : Nick Talbot
- Naomi Chance : Avril Talbot
- Arthur Lane : Boyd Spencer
- Kay Kendall : Alexi LaRoche
- Colin Tapley : Maxwell
- Harold Lang : Snell
- Diane Cilento : Jeanette